# Plossig
Plossig is een plaats en voormalige gemeente in de Duitse deelstaat Saksen-Anhalt en maakt deel uit van de gemeente Annaburg in de Landkreis Wittenberg.
Plossig telt 247 inwoners.